# Ноля (приток Вёксы)
Ноля — река в Костромской области России, правый приток Вёксы. Длина реки составляет 84 км, площадь водосборного бассейна — 1490 км².

### Притоки (км от устья)
- 10 км: река Шача (пр)
- 34,8 км: река Юрманка (лв)
- 35,4 км: река Осма (лв)
- 40 км: река Касть (пр)
- 45 км: река Шача (лв)
- 63 км: река Ламза (пр)
- 70 км: река Масловка (Кишкинка) (пр)

## Данные водного реестра
По данным государственного водного реестра России относится к Верхневолжскому бассейновому округу, водохозяйственный участок реки — Кострома от истока до водомерного поста у деревни Исады, речной подбассейн реки — Волга ниже Рыбинского водохранилища до впадения Оки. Речной бассейн реки — (Верхняя) Волга до Куйбышевского водохранилища (без бассейна Оки).
Код объекта в государственном водном реестре — 08010300112110000012205.